# Циганенко Анатолій Якович
Анато́лій Я́кович Циганенко (25 червня 1929, Кочубеївка Чутівський район, Полтавська обл.) — пом. 29 листопада 2012, Харків) — мікробіолог, доктор медичних наук, професор, академік, педагог, ректор Харківського державного медичного університету (1983—2005), почесний ректор Харківського національного медичного університету (2005—2012).

## Життєпис
Циганенко Анатолій Якович народився 25 червня 1929 р. у с. Кочубеївка Чутівського району Полтавської області в селянській родині.
У 1948 р. після закінчення Миргородської середньої школи № 3 Анатолій Якович поступив до Харківського медичного інституту (тепер Харківський національний медичний університет), на санітарно-гігієнічний факультет. У 1954 р. закінчив його з відзнакою і все своє життя присвятив рідній Alma mater.
У 1954—1956 рр. Циганенко А. Я. проходив навчання в аспірантурі на кафедрі мікробіології, з 1956 р. працював асистентом, а з 1959 р. — доцентом кафедри мікробіології ХМІ.
1964—1986 рр. — проректор з навчальної роботи.
1986—2005 рр. — ректор Харківського медичного інституту (з 1994 р. Харківського державного медичного університету). Одночасно Анатолій Якович очолював кафедру мікробіології, вірусології та імунології Харківського державного медичного університету (1971—2012).
У 2002 р. захистив докторську дисертацію на тему: «Иммунопатогенетические механизмы формирования иммунодефицитных состояний под воздействием детергентов».
З 2005 р. — почесний ректор ХДМУ (з 2007 — ХНМУ).
Помер Анатолій Якович Циганенко 29 листопада 2012 р. Похований на міському кладовищі № 2, яке знаходиться на вулиці Пушкінська м. Харкова.

## Наукова та педагогічна робота
Наукові інтереси Анатолія Яковича мали широкий спектр та полягали в дослідженні субклітинних та молекулярних механізмів  дії антибіотиків, питаннь  імуномодулюючої та хіміотерапії експериментальних  пухлин, в розробці раціональних схем антибактеріальної терапії тощо.
Керував науковими групами по мікробіологічному обґрунтуванню препаратів:
- офлоксацин,
- норфлоксацин,
- ципрофлоксацин,
- флуконазол,
- кетоконазол,
- еконазол,
- біфонал-гель.

Загалом 18 нововведень Фармакологічним центром МОЗ України дозволені для медичного застосування.
Створив свою школу мікробіологів. Під його керівництвом виконано 3 докторські і 25 кандидатських дисертацій.
Циганенко А. Я. є автором 625 наукових робіт, з них 38 монографій, 7 підручників, 36 навчальних посібників, 30 методичних рекомендацій, 61  друкованих робот в збірниках наукових праць та інш. На його ім'я зареєстровано 40 авторських свідоцтв та патентів.
Наукові дослідження і праці професора  А. Я. Циганенка впроваджені в практичну медицину не лише в Україні, але й країнах близького і далекого зарубіжжя.
Циганенко А. Я. доклав багато зусиль для створення на базі клінічних кафедр ХДМУ та профільних науково-дослідних інститутів науково-виробничих об'єднань «Терапія», «Хірургія», «Акушерство і гінекологія», «Урологія і нефрологія». Створення цих об'єднань значно розширило можливості основних видів діяльності університету і дозволило вдосконалювати підготовку молодих фахівців.
За час перебування на посаді ректора  А. Я. Циганенко впровадив прогресивні технології навчання, комп'ютеризацію навчального  процесу та науково-дослідної роботи.
З ініціативи Анатолія Яковича вперше в Україні було розпочато набір студентів для навчання на англійській мові.

## Звання
- 1979 — заслужений працівник вищої школи СРСР,
- професор,
- 1993 — дійсний член Української академії наук, Української екологічної академії наук, Міжнародної Академії комп'ютерних наук і систем,
- 1995 — дійсний член Академії наук вищої освіти України,
- 1995 — почесний академік Української медичної стоматологічної академії,
- 1996 — Нью-Йоркської академії наук,
- 1998 — Польської академії медицини,
- 1999 — академік Всесвітньої академії медичних наук ім. Альберта Швайцера,
- 2002 — доктор медичних наук[2],
- 2002, 2003, 2004 — лауреат Регіонального рейтингу «Харків'янин року» в номінації «Діяч науки, культури, мистецтва»
- 2002 — Харків'янин XX століття
- 2005 — почесний ректор Харківського національного медичного університету.

## Нагороди та відзнаки
- Орден «Знак Пошани»;
- Орден «За заслуги» ІІІ ступеня (1996);
- Орден «За заслуги» ІІ ступеня (1999);
- Орден «За заслуги» І ступеня (2004);
- Орден «За розвиток науки і освіти»;
- Орден «За трудові досягнення IV ступеня»,
- Ювілейна медаль «10 років незалежності України»
- Нагрудний знак «Відмінник освіти України»,
- Почесна грамота Кабінету Міністрів України,
- Премія ім. И. И. Мечникова (1985) та іншими.
- Велика золота командорська медаль ім. Альберта Швейцера та іншими.

## Пам'ять
25 червня 2014 р. на кафедрі мікробіології, вірусології та імунології ХНМУ відкрито меморіальну дошку на честь 85-річчя від дня народження Анатолія Яковича Циганенка.